# Fernando Paiva
Fernando Maio de Paiva (ur. 26 listopada 1962 w São Pedro do Sul) – portugalski duchowny rzymskokatolicki, biskup Beja od 2024 

## Życiorys
Święcenia kapłańskie otrzymał 10 kwietnia 2005 i został inkardynowany do diecezji Setúbal. Po krótkim stażu wikariuszowskim został ekonomem i wychowawcą w diecezjalnym seminarium. Pełnił także funkcje m.in. delegata ds. formacji duchowieństwa, proboszcza parafii w Setúbal oraz wikariusza generalnego diecezji.
21 marca 2024 papież Franciszek mianował go biskupem diecezji Beja.
7 lipca 2024 otrzymał święcenia biskupie. Udzielił mu ich arcybiskup Francisco Coelho. 